# National Society of Film Critics Awards 2011
La 45ª edizione dei National Society of Film Critics Awards, tenutasi l'8 gennaio 2011 al ristorante Sardi's di New York, ha premiato i migliori film del 2010 secondo i membri della National Society of Film Critics (NSFC). I membri votanti sono stati 46. L'edizione è stata dedicata alla memoria del membro della NSFC Peter Brunette.

## Vincitori
A seguire vengono indicati i vincitori, in grassetto, e gli altri classificati, ciascuno col numero di voti ricevuti (tra parentesi):

### Miglior film
1. The Social Network, regia di David Fincher (61)
2. Carlos, regia di Olivier Assayas (28)
3. Un gelido inverno (Winter's Bone), regia di Debra Granik (18)

### Miglior regista
1. David Fincher - The Social Network (66)
2. Olivier Assayas - Carlos (36)
3. Roman Polański - L'uomo nell'ombra (The Ghost Writer) (29)

### Miglior attore
1. Jesse Eisenberg - The Social Network (30)
2. Colin Firth - Il discorso del re (The King's Speech) (29) ex aequo con Édgar Ramírez - Carlos (29)

### Miglior attrice
1. Giovanna Mezzogiorno - Vincere (33)
2. Annette Bening - I ragazzi stanno bene (The Kids Are All Right) (28)
3. Lesley Manville - Another Year (27)

### Miglior attore non protagonista
1. Geoffrey Rush - Il discorso del re (The King's Speech) (33)
2. Christian Bale - The Fighter (32)
3. Jeremy Renner - The Town (30)

### Miglior attrice non protagonista
1. Olivia Williams - L'uomo nell'ombra (The Ghost Writer) (37)
2. Amy Adams - The Fighter (28)
3. Melissa Leo - The Fighter (23) ex aequo con Jacki Weaver - Animal Kingdom (23)

### Miglior sceneggiatura
1. Aaron Sorkin - The Social Network (73)
2. David Seidler - Il discorso del re (The King's Speech) (25)
3. Roman Polański e Robert Harris - L'uomo nell'ombra (The Ghost Writer) (19)

### Miglior fotografia
1. Roger Deakins - Il Grinta (True Grit) (31)
2. Matthew Libatique - Il cigno nero (Black Swan) (27)
3. Harris Savides - Somewhere (18)

### Miglior film in lingua straniera
1. Carlos, regia di Olivier Assayas (31)
2. Il profeta (Un prophète), regia di Jacques Audiard (22)
3. White Material, regia di Claire Denis (16)

### Miglior documentario
1. Inside Job, regia di Charles Ferguson (25)
2. Exit Through the Gift Shop, regia di Banksy (21)
3. Guītú lièchē, regia di Lixin Fan (15)

### Film Heritage Award
- Flicker Alley per il cofanetto home video di 15 DVD Chaplin. Le comiche Keystone, che «è il risultato di uno sforzo lungo otto anni da parte del British Film Institute, della Cineteca di Bologna e di Lobster Films a Parigi di trovare e restaurare copie 35 millimetri d'epoca dei primissimi cortometraggi comici di Charlie Chaplin, facendo sì che questi film storicamente e artisticamente importanti possano essere visti per la prima volta da generazioni in una versione che si avvicini al loro lustro originario»[1]
- 20th Century Fox Home Entertainment per il cofanetto home video di 15 film Elia Kazan Collection, che «rappresenta una rara collaborazione tra diversi studio, tra cui 20th Century Fox, Warner Bros. e Sony Pictures, volta a presentare insieme l'opera essenziale di uno dei registi più influenti d'America»[1]
- The Film Foundation per «provvedere da vent'anni al supporto finanziario e alla guida morale della preservazione e del restauro di film provenienti da tutto il mondo»[1]
- Controcorrente: «a lungo ritenuta perduta, questa commedia del 1927 di John Ford è stata una dei 15 film muti statunitensi scoperta negli archivi del New Zealand Film Archive e rimpatriata su auspicio della National Film Preservation Foundation con la collaborazione dell'Academy Film Archive, Park Road Post Production e 20th Century Fox»[1]
- On the Bowery: «il rivoluzionario semi-documentario del 1956 di Lionel Rogosin sugli uomini dei sobborghi di New York è stato restaurato da Davide Pozzi della Cineteca di Bologna in cooperazione col Rogosin Heritage e l'Anthology Film Archives e distribuito negli Stati Uniti da Milestone Films»[1]
- Word Is Out: «produzione collettiva del Mariposa Film Group, questo documentario del 1977 è stato tra i primi film a dare liberamente parola ai membri della comunità gay e lesbica. Restaurato da Ross Lipman per l'UCLA Film & Television Archive e l'Outfest Legacy Project e distribuito da Milestone Films»[1]